# Alžběta Marie Rakouská
Alžběta Marie Henrieta Stefanie Gizela Rakouská, rodným jménem Elisabeth Marie Henriette Stephanie Gisela von Österreich (2. září 1883, Laxenburg – 16. března 1963, Vídeň) byla rakouská arcivévodkyně, jediné dítě rakouského korunního prince Rudolfa a belgické princezny Štěpánky. Její otec byl synem a následníkem rakouského císaře Františka Josefa I. a její matka byla dcerou belgického krále Leopolda II. V rodině byla známá jako „Erzsi“, což je zdrobnělina jejího jména v maďarštině. Později se jí přezdívalo ,,Rudá arcivévodkyně", proslula jako socialistka a členka Rakouské sociálně demokratické strany.

## Původ a mládí

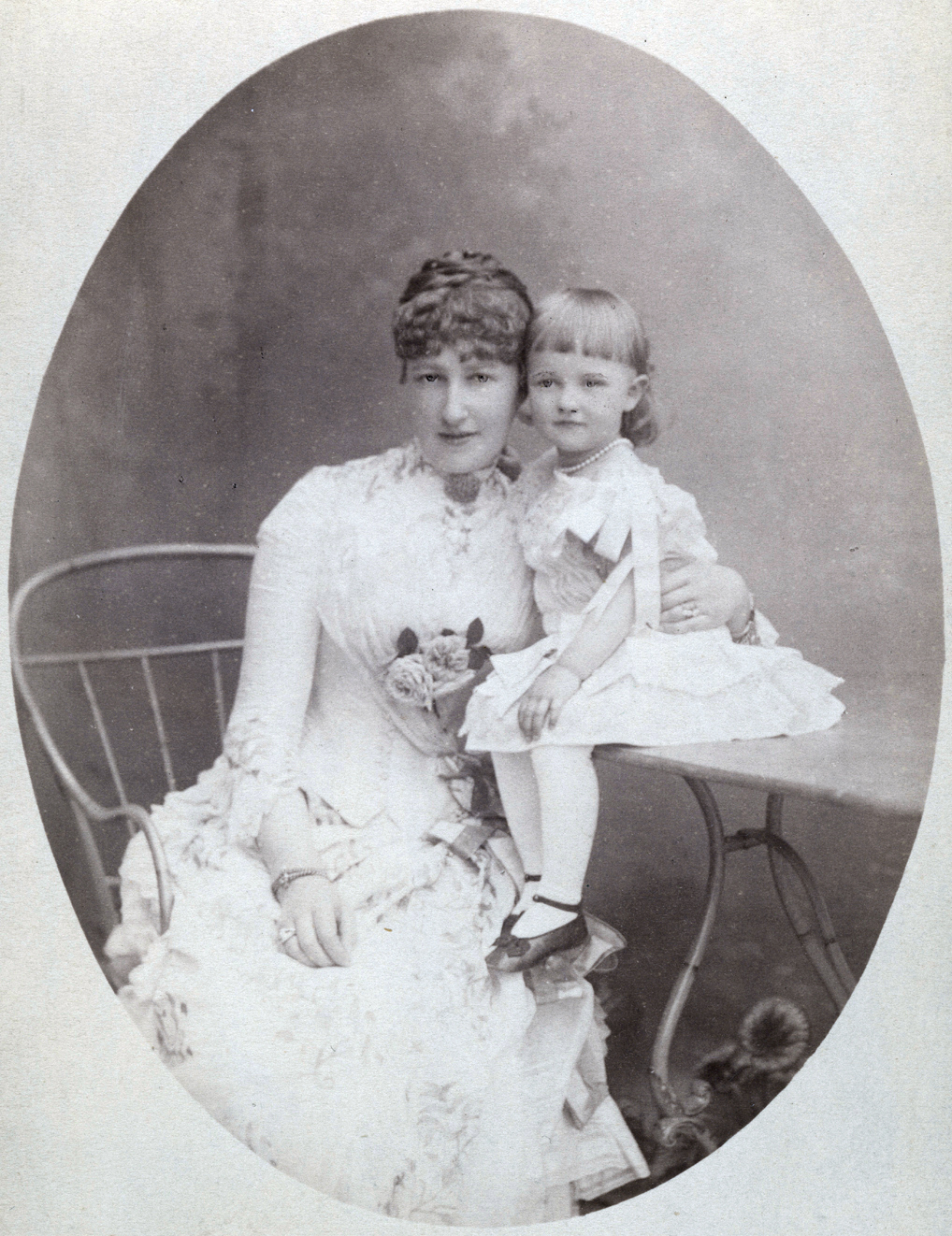
Alžběta Marie se svou matkou Štěpánkou, 1885.

Arcivévodkyně Alžběta Marie se narodila 2. září 1883 na zámku Laxenburg korunnímu princi Rudolfovi a Štěpánce, dceři belgického krále Leopolda II. Jméno dostala po svých babičkách, rakouské císařovně Alžbětě a belgické královně Marii Jindřišce. Erzsi byla jediným vnoučetem Františka Josefa prostřednictvím jeho syna. V rodině jí říkali „Erzsi“, což je maďarská zdrobnělina pro Alžbětu (maď. Erzsébet). 
V roce 1889, když bylo Erzsi něco málo přes pět let, byl její otec a jeho milenka baronka Marie von Vetsera nalezeni mrtví, což se považovalo za vraždu a sebevraždu na císařském loveckém zámečku v Mayerlingu. Smrt jejího otce přerušila dynastické nástupnictví v rakouské císařské rodině, rozvrátila již tak chatrné manželství jejích prarodičů a byla katalyzátorem postupné destabilizace Rakouska-Uherska, která vyvrcholila první světovou válkou a následným rozpadem habsburské říše.

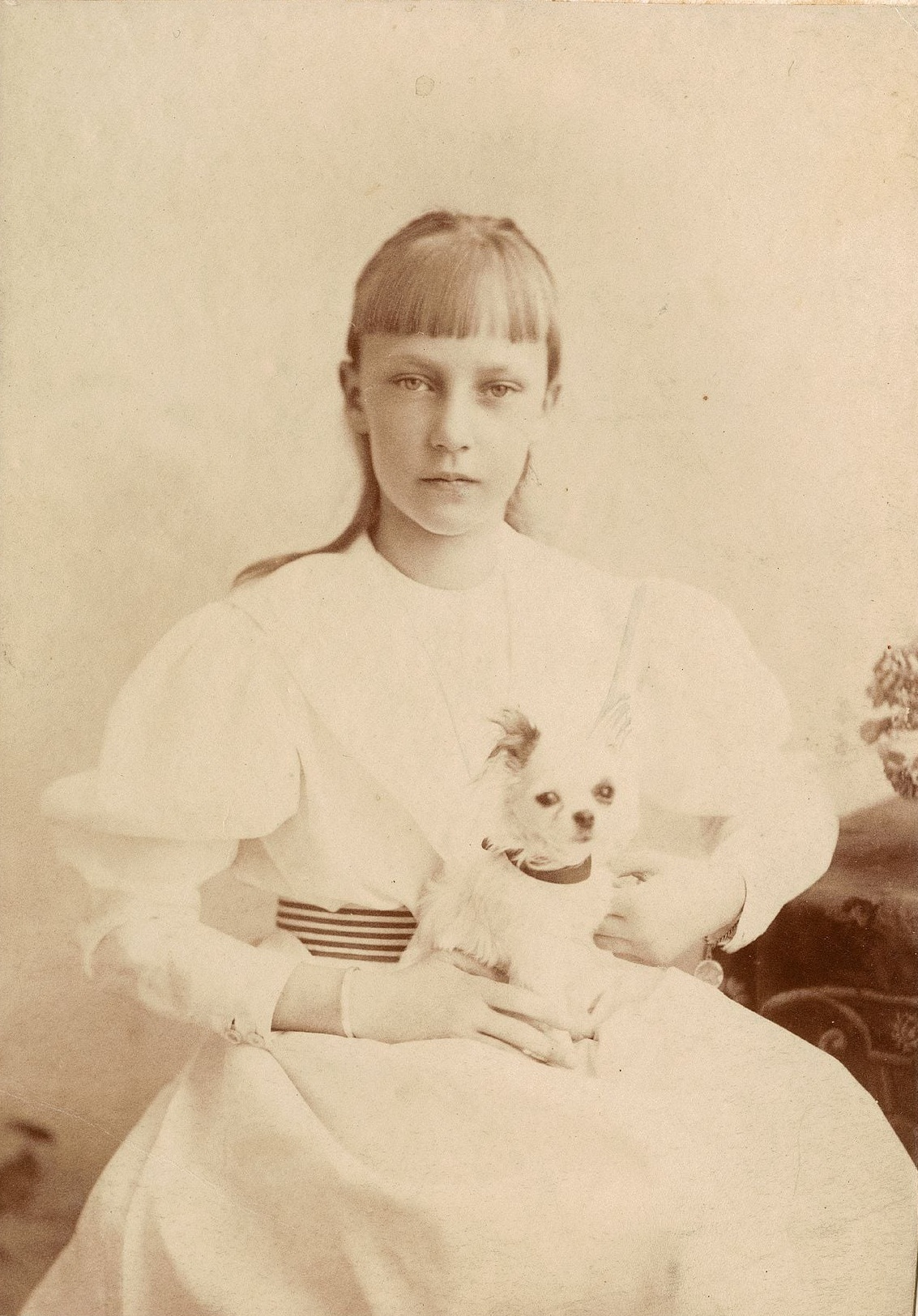
Arcivévodkyně Alžběta Marie Rakouská a její pes, asi 1895.

Po Rudolfově smrti převzal poručnictví nad Erzsi František Josef; na jeho příkaz nesměla s matkou opustit Rakousko. Již v mladém věku se projevovala jako silná osobnost a také jako opozice vůči vídeňskému dvoru.
Její babička, rozmarná a image posedlá císařovna Alžběta, se nerada označovala za babičku, a proto si s žádným ze svých vnoučat nebyla blízká. Po jejím zavraždění v roce 1898 však bylo v její závěti uvedeno, že kromě velkého odkazu z prodeje jejích šperků ve prospěch charitativních organizací a řeholních řádů je veškerý její osobní majetek odkázán Erzsi, její jmenovkyni a Rudolfově jedinému dítěti. Císařovna se před skandálem netajila svou nelibostí vůči snaše a po incidentu v Mayerlingu obviňovala Štěpánčino  žárlivé chování z depresí a sebevraždy svého syna. Sama korunní princezna byla zcela závislá na císařově dobročinnosti, proto nedostatek císařské podpory vůči Štěpánce po manželově smrti negativně ovlivnil její vztah s dcerou; matka a dcera si nikdy nebyly blízké.
V roce 1900 se Štěpánka vzdala titulu korunní princezny a provdala se za protestantského uherského hraběte Eleméra Lónyaye von Nagy-Lónya und Vásáros-Namény (císař Karel I. ho v roce 1917 povýšil na knížete). Přestože císař František Josef poskytl své snaše věno a Lónyay nakonec konvertoval ke katolictví, Alžběta přerušila veškeré kontakty se svou matkou, protože s tímto sňatkem nesouhlasila a cítila v něm zradu otcovy památky. Později, po svatbě, se Štěpánka pomstila tím, že Alžbětu v roce 1934 vydědila.

## První manželství
Alžběta byla považována za potenciální nevěstu několika evropských princů; mezi nimi byl i její bratranec princ Albert, předpokládaný následník belgického trůnu. Král Leopold II. však ostře nesouhlasil s nedávným morganatickým sňatkem Štěpánky s hrabětem Elemérem Lónyayem, a proto odmítl dát Albertovi souhlas. Albertova sestra Henrietta byla bratrovou volbou zděšena, neboť měla pocit, že Alžbětino zázemí je příliš nestabilní na to, aby manželství mohlo být úspěšné.

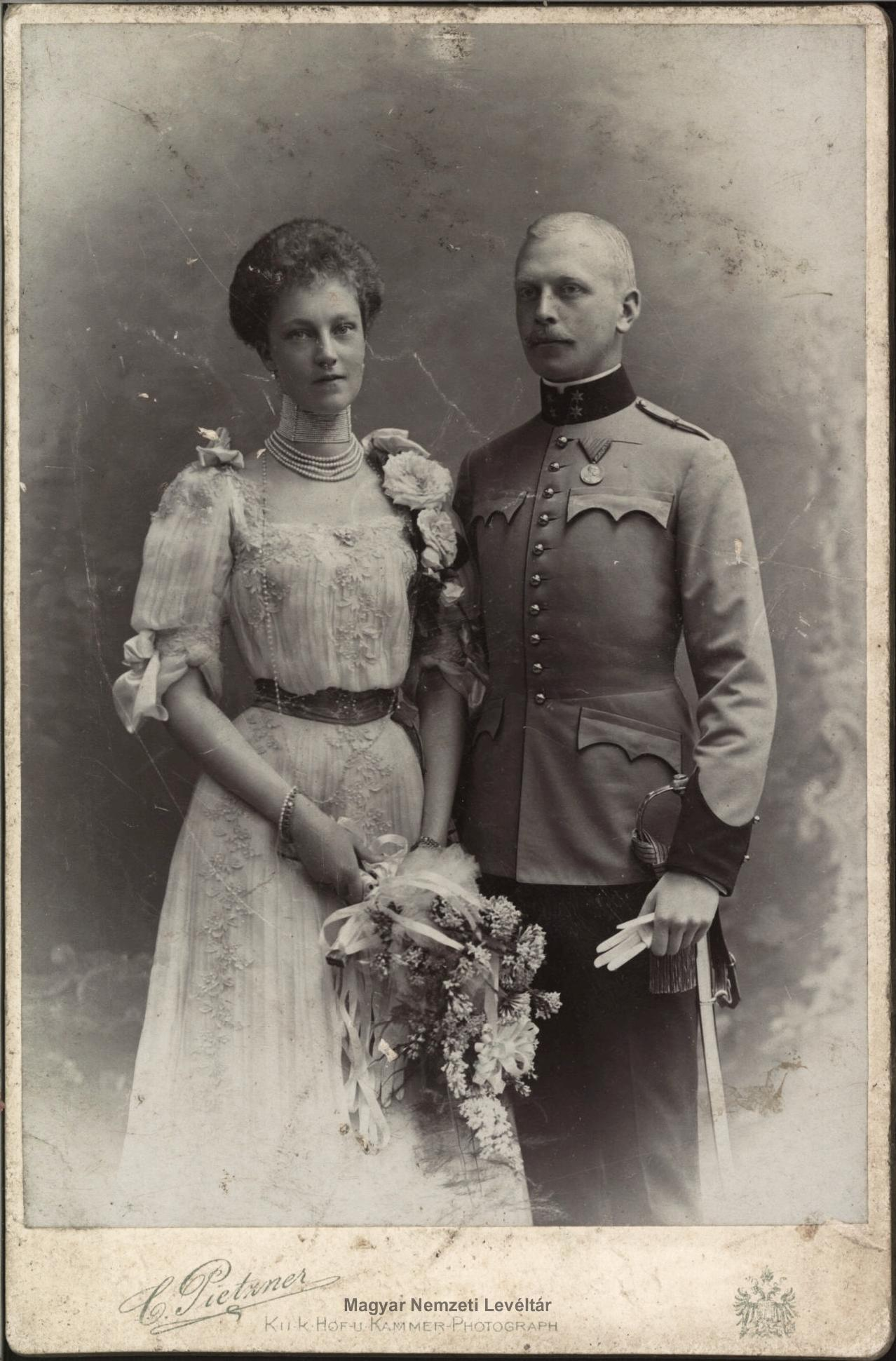
Zásnubní fotografie arcivévodkyně Alžběty Marie a prince Oty z Windisch-Grätze (leden 1902)

V roce 1900 se Alžběta na dvorním plese seznámila s princem Otou Weriandem z Windisch-Graetzu (1873-1952), synem prince Arnošta Ferdinanda Werianda z Windisch-Graetzu (1827-1918) a kněžny Kamilly Amálie Karoliny Notgerové z Oettingen-Oettingen und Oettingen-Spielberg (1845-1888). Byl o deset let starší než ona, ale hodnostně byl pod ní. Přesto svého dědečka prosila, aby jí dovolil se za něj provdat. František Josef se zpočátku bránil, protože měl v úmyslu provdat Alžbětu za německého korunního prince, ale nakonec ustoupil. Alžběta a princ Ota byli příbuzní přes její babičku Sissi. Byli dvojnásobnými příbuznými z třetího kolena, neboť Ota byl třetím bratrancem zesnulé císařovny, oba pocházeli z rodu vévody Karla Marie z Arenbergu. Podle mnoha svědectví to byla Alžběta sama, kdo chtěl sňatek, protože Ota byl již zasnoubený s hraběnkou von Schönborn a údajně byl nechápavý, když mu František Josef oznámil jeho nové zasnoubení. Na císařův příkaz, aby zrušil své „menší“ zasnoubení a oženil se s vnučkou, mu vyhověl.
Aby se císař vyhnul budoucím problémům s nástupnictvím, podmínil sňatek tím, že se Alžběta vzdá svého nástupnického práva, ačkoli jí umožnil ponechat si osobní titul a styl a poskytl jí štědré věno. Jeho rod byl sice oficiálně zařazen na habsburský seznam rodů, které směly uzavřít rovnocenný sňatek (Ebenbürtigkeit) s císařským rodem, ale i tak považovali Otův mediatizovaný rod a sňatek za nerovnorodý a chtěli, aby se sňatek považoval za morganatický. Protože se jednalo o císařovu oblíbenou vnučku a Otova rodina byla z dynastického hlediska právně považována za rovnoprávnou, stejně jako sňatky se všemi ostatními mediatizovanými knížecími rody, byl sňatek oficiálně považován za rovnoprávný a jeho rodina tak měla důvod tlačit na Alžbětu, aby se stala císařovnou, pokud by došlo k opětovnému přerušení nástupnictví.
Pár se vzal 23. ledna 1902 v Hofburgu. Měli tři syny a dceru:
- František Josef Windisch-Graetz (22. března 1904 – 1. ledna 1981), ⚭ 1934 Ghislaine d'Arschot Schoonhoven (10. března 1912 – 6. března 1997)
- Arnošt Weriand Windisch-Graetz (21. dubna 1905 – 21. prosince 1952),
⚭ 1927 Helena Skinner (6. dubna 1906 – 11. května 1982), rozvedli se v roce 1938
⚭ 1947 Eva von Isbary (5. dubna 1921 – ?)
- Rudolf Jan Windisch-Graetz (4. února 1907 – 14. června 1939), zemřel při motocyklovém závodě, svobodný a bezdětný
- Stefanie Windisch-Grätz (4. dubna 1909 – 29. května 2005),
⚭ 1933 Pierre d'Alcantara de Querrieu (2. listopadu 1907 – 14. října 1944), zahynul v koncentračním táboře Oranienburg
⚭ 1945 Karl-Axel Björklund (21. prosince 1906 – 26. února 1986)

Sňatek však provázely problémy, které císaři nechtěně připomněly smrt jeho syna a mohly vést k dalšímu skandálu v rodině:

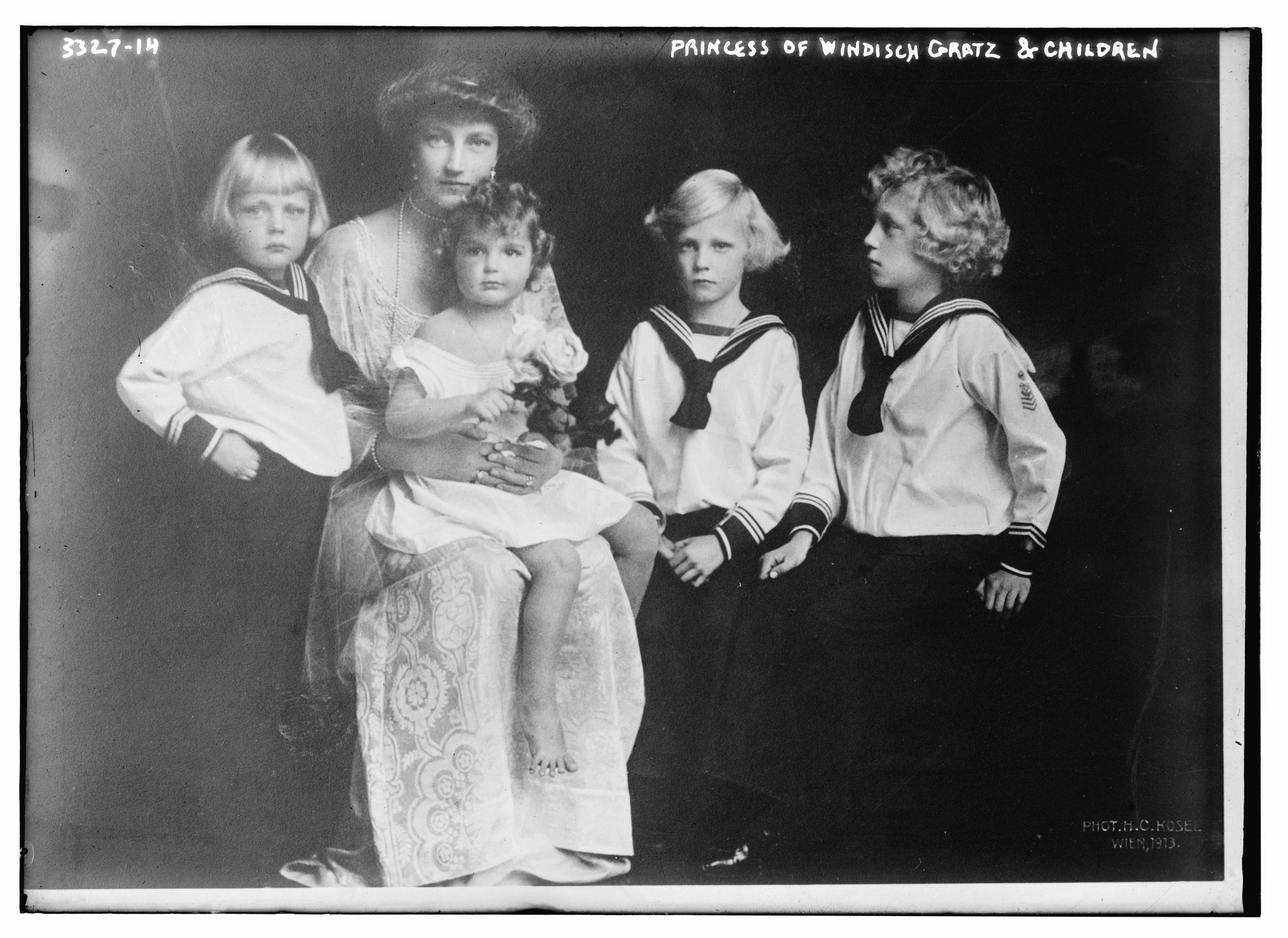
Kněžna Alžběta Marie se svými dětmi, 1913.

Jeho vnučka se nedávno provdala za knížete Windischgratze; byla jedinou dcerou zesnulého korunního prince Rudolfa. Sňatek byl sňatkem z lásky, ale když byli manželé teprve asi rok, pohádali se kvůli jedné herečce v Praze, na kterou kněžna vystřelila. Herečka mezitím na následky zranění zemřela. Císař se v důsledku této události nezúčastnil křtu syna arcivévodkyně kněžny Windischgratzové. Celá záležitost vyvolala na vídeňském dvoře bolestnou senzaci, i když byla ututlána, jako většina událostí tohoto druhu.

## „Rudá arcivévodkyně“
Během svého manželství měli oba, Alžběta i Ota, otevřené milostné vztahy, zejména s mladým rakouským námořním důstojníkem Egonem Lerchem, který později velel ponorce U-12 během první světové války.
Teprve po smrti Františka Josefa v roce 1916 a zániku monarchie v roce 1918 se manželé oficiálně rozešli. V roce 1921 vstoupila Alžběta do sociálnědemokratické strany, kde se na jedné z volebních schůzí seznámila s Leopoldem Petznekem z Brucku an der Leitha, tehdejším prezidentem kontrolního úřadu. Učitel a angažovaný sociálnědemokratický politik, který se po válce stal předsedou zemského sněmu Dolních Rakous, Petznek pocházel ze skromných poměrů, ale byl velmi kultivovaný. Byl také ženatý; jeho manželka, s níž měl syna, byla umístěna v psychiatrické léčebně v Mauer-Ohlingu, kde 9. června 1935 zemřela.
Zdlouhavý soudní proces se protáhl a teprve v březnu 1924 se Alžbětě podařilo dosáhnout soudní rozluky. Následovala bouřlivá bitva o péči o jejich čtyři děti. Původně soud svěřil do péče Alžběty dva starší syny, zatímco mladší syn a dcera měli žít s Otou. Tomu prý zabránila buď tím, že Otovi, když si je přišel odvést, předvedla dům plný ozbrojených socialistů, nebo mu vyhrožovala sebevraždou, kdyby se jich musela vzdát. V každém případě si Alžběta nakonec všechny čtyři děti ponechala v péči. Alžběta se dětem věnovala, když byly malé, ale její vztah k nim se s jejich věkem zhoršoval. Rudolfa údajně v souladu s jejími socialistickými názory vzala ze školy a dala ho pracovat do továrny. Alžběta a její dcera Stefanie neměly dobrý vztah; údajně uvedla, že si svého prvního manžela vzala na základě toho, že ho její matka neměla ráda.
Alžběta se přestěhovala do vídeňské čtvrti Hütteldorf a v roce 1929 si koupila vilu, kde s Petznekem žila dalších dvacet let. Stála po jeho boku na sociálnědemokratických pochodech a schůzích, kde byla přijímána a těšila se velké úctě. Leopold však kvůli své „povýšené“ povaze nebyl ve šlechtických kruzích vítán. V roce 1934 podali její manžel a syn návrh na uvalení opatrovnictví s odůvodněním, že promrhala zisky z prodeje majetku manželů v četných darech, které poskytla, aby se mohla připojit k sociálním demokratům. Návrh byl později stažen. Ačkoli se rozvod stal legálním v roce 1938, kdy se Rakousko stalo součástí Německa a po anšlusu přijalo německé právo, Alžběta se mohla se svým manželem rozvést až po skončení války.

## Druhé manželství

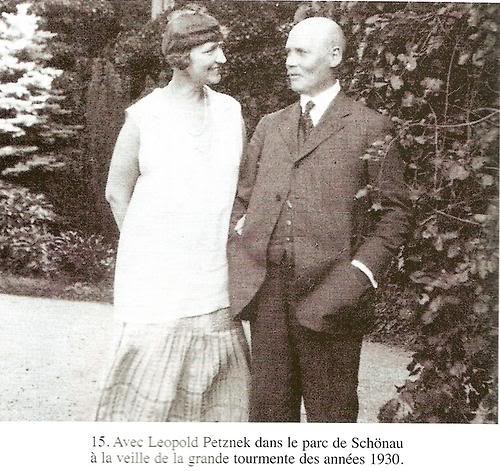
Alžběta Marie se svým druhým manželem Leopoldem Petznekem, 1930.

Koncem roku 1933 byl Petznek rakouskou vládou zatčen a vězněn až do července 1934. V roce 1944 byl zatčen nacisty a poslán do koncentračního tábora Dachau, který byl osvobozen Američany v březnu 1945. Po válce se stal prvním prezidentem rakouského Spolkového účetního dvora. Protože se Alžběta při svém prvním sňatku vzdala oficiálního titulu arcivévodkyně ve prospěch habsburského rodu, nevztahovaly se na ni nové habsburské zákony; směla zůstat v Rakousku a ponechat si svůj osobní majetek. Začátkem roku 1948 se formálně rozvedla s princem Otou a 4. května 1948 se s Leopoldem vzali na vídeňské matrice.
Když Vídeň obsadila Rudá armáda, byla Alžbětina vila obsazena a následně vypleněna sovětskými vojáky. Když se Hütteldorf stal součástí francouzské okupační zóny, vilu obsadil generál Bethouart; Alžběta a Leopold se směli vrátit až v roce 1955, kdy skončila spojenecká okupace. V té době už byli oba ve špatném zdravotním stavu: Petznek zemřel v červenci 1956 na infarkt, zatímco Alžběta, která byla kvůli dně upoutána na invalidní vozík, chovala německé ovčáky, ale až do své smrti v roce 1963 žila v ústraní.

## Smrt
Na smrtelné posteli nařídila svým zaměstnancům, aby zavřeli její vilu před jejími dvěma žijícími dětmi a zavolali policii, aby zajistila její věci, dokud je ministerstvo školství neodveze. Pouze její dcera ji směla na několik okamžiků vidět v přítomnosti svého služebnictva. Rakouské republice odkázala asi 500 památek, které patřily habsburské císařské rodině. Přes námitky svého prvního manžela, který se domníval, že by měly připadnout jejich dětem, chtěla, aby všechna umělecká díla a knihy „byly vráceny na svá původní místa“, protože nevěřila, že by se císařský majetek měl prodávat v dražbách nebo přecházet do vlastnictví cizinců; tato díla jsou dnes ve vídeňských muzeích.
Zemřela ve Vídni ve věku 79 let. Podle svého přání byla pohřbena v neoznačeném hrobě na vídeňském Hütteldorfer Friedhofu se svým druhým manželem, poblíž domu, kde strávila poslední léta života.
Od roku 1995 je vila v majetku mezinárodního (buddhistického) společenství Soka Gakkai International.
Byla po ní pojmenována ulice Elisabeth-Petznek-Gasse ve 14. vídeňském obvodu.

## Vývod z předků
|                        |                                      |  |                                      |                                      |  |  |  |  |  |  |  | František I. Rakouský |
|                        |                                      |  |                                      |                                      |  |  |  |  |  |  |  |                       |
|                        | František Karel Habsbursko-Lotrinský |  |                                      |                                      |  |  |  |  |  |  |  |                       |
|                        |                                      |  |                                      |                                      |  |  |  |  |  |  |  |                       |
|                        |                                      |  |                                      | Marie Tereza Neapolsko-Sicilská      |  |  |  |  |  |  |  |                       |
|                        |                                      |  |                                      |                                      |  |  |  |  |  |  |  |                       |
|                        | František Josef I.                   |  |                                      |                                      |  |  |  |  |  |  |  |                       |
|                        |                                      |  |                                      |                                      |  |  |  |  |  |  |  |                       |
|                        |                                      |  |                                      | Maxmilián I. Josef Bavorský          |  |  |  |  |  |  |  |                       |
|                        |                                      |  |                                      |                                      |  |  |  |  |  |  |  |                       |
|                        | Žofie Frederika Bavorská             |  |                                      |                                      |  |  |  |  |  |  |  |                       |
|                        |                                      |  |                                      |                                      |  |  |  |  |  |  |  |                       |
|                        |                                      |  |                                      | Karolína Frederika Vilemína Bádenská |  |  |  |  |  |  |  |                       |
|                        |                                      |  |                                      |                                      |  |  |  |  |  |  |  |                       |
|                        | Korunní princ Rudolf                 |  |                                      |                                      |  |  |  |  |  |  |  |                       |
|                        |                                      |  |                                      |                                      |  |  |  |  |  |  |  |                       |
|                        |                                      |  |                                      | Pius Augustus Bavorský               |  |  |  |  |  |  |  |                       |
|                        |                                      |  |                                      |                                      |  |  |  |  |  |  |  |                       |
|                        | Maxmilián Josef Bavorský             |  |                                      |                                      |  |  |  |  |  |  |  |                       |
|                        |                                      |  |                                      |                                      |  |  |  |  |  |  |  |                       |
|                        |                                      |  |                                      | Amálie Luisa Arenberková             |  |  |  |  |  |  |  |                       |
|                        |                                      |  |                                      |                                      |  |  |  |  |  |  |  |                       |
|                        | Alžběta Bavorská                     |  |                                      |                                      |  |  |  |  |  |  |  |                       |
|                        |                                      |  |                                      |                                      |  |  |  |  |  |  |  |                       |
|                        |                                      |  |                                      | Maxmilián I. Josef Bavorský          |  |  |  |  |  |  |  |                       |
|                        |                                      |  |                                      |                                      |  |  |  |  |  |  |  |                       |
|                        | Ludovika Bavorská                    |  |                                      |                                      |  |  |  |  |  |  |  |                       |
|                        |                                      |  |                                      |                                      |  |  |  |  |  |  |  |                       |
|                        |                                      |  |                                      | Karolína Frederika Vilemína Bádenská |  |  |  |  |  |  |  |                       |
|                        |                                      |  |                                      |                                      |  |  |  |  |  |  |  |                       |
| Alžběta Marie Rakouská |                                      |  |                                      |                                      |  |  |  |  |  |  |  |                       |
|                        |                                      |  |                                      |                                      |  |  |  |  |  |  |  |                       |
|                        |                                      |  | František Sasko-Kobursko-Saalfeldský |                                      |  |  |  |  |  |  |  |                       |
|                        |                                      |  |                                      |                                      |  |  |  |  |  |  |  |                       |
|                        | Leopold I. Belgický                  |  |                                      |                                      |  |  |  |  |  |  |  |                       |
|                        |                                      |  |                                      |                                      |  |  |  |  |  |  |  |                       |
|                        |                                      |  |                                      | Augusta Reuss Ebersdorf              |  |  |  |  |  |  |  |                       |
|                        |                                      |  |                                      |                                      |  |  |  |  |  |  |  |                       |
|                        | Leopold II. Belgický                 |  |                                      |                                      |  |  |  |  |  |  |  |                       |
|                        |                                      |  |                                      |                                      |  |  |  |  |  |  |  |                       |
|                        |                                      |  |                                      | Ludvík Filip                         |  |  |  |  |  |  |  |                       |
|                        |                                      |  |                                      |                                      |  |  |  |  |  |  |  |                       |
|                        | Luisa Marie Francouzská              |  |                                      |                                      |  |  |  |  |  |  |  |                       |
|                        |                                      |  |                                      |                                      |  |  |  |  |  |  |  |                       |
|                        |                                      |  |                                      | Marie Amálie Neapolsko-Sicilská      |  |  |  |  |  |  |  |                       |
|                        |                                      |  |                                      |                                      |  |  |  |  |  |  |  |                       |
|                        | Štěpánka Belgická                    |  |                                      |                                      |  |  |  |  |  |  |  |                       |
|                        |                                      |  |                                      |                                      |  |  |  |  |  |  |  |                       |
|                        |                                      |  |                                      | Leopold II.                          |  |  |  |  |  |  |  |                       |
|                        |                                      |  |                                      |                                      |  |  |  |  |  |  |  |                       |
|                        | Josef Habsbursko-Lotrinský           |  |                                      |                                      |  |  |  |  |  |  |  |                       |
|                        |                                      |  |                                      |                                      |  |  |  |  |  |  |  |                       |
|                        |                                      |  |                                      | Marie Ludovika Španělská             |  |  |  |  |  |  |  |                       |
|                        |                                      |  |                                      |                                      |  |  |  |  |  |  |  |                       |
|                        | Marie Jindřiška Habsbursko-Lotrinská |  |                                      |                                      |  |  |  |  |  |  |  |                       |
|                        |                                      |  |                                      |                                      |  |  |  |  |  |  |  |                       |
|                        |                                      |  |                                      | Ludvík Württemberský                 |  |  |  |  |  |  |  |                       |
|                        |                                      |  |                                      |                                      |  |  |  |  |  |  |  |                       |
|                        | Marie Dorotea Württemberská          |  |                                      |                                      |  |  |  |  |  |  |  |                       |
|                        |                                      |  |                                      |                                      |  |  |  |  |  |  |  |                       |
|                        |                                      |  |                                      | Henrietta Nasavsko-Weilburská        |  |  |  |  |  |  |  |                       |
|                        |                                      |  |                                      |                                      |  |  |  |  |  |  |  |                       |